# Crypta
Crypta is een in 2019 opgerichte Braziliaanse deathmetalband uit São Paulo. De band bestaat uit zangeres en basgitariste Fernanda Lira, drummer Luana Dametto en gitaristen Tainá Bergamaschi en Jéssica di Falchi. Lira en Dametto speelden hiervoor beiden in thrashmetalband Nervosa. Crypta is een van de weinige metalbands die volledig uit vrouwen bestaat.

## Bandleden

### Huidige bandleden
- Fernanda Lira – zang, basgitaar (2019–heden)
- Luana Dametto – drums (2019–heden)
- Tainá Bergamaschi – slaggitaar (2020–heden)

### Voormalige bandleden
- Sonia Anubis – leadgitaar (2019–2021)
- Jéssica di Falchi – leadgitaar (2021–2025)

### Touring
- Elisa "Helly" Montin – drums (2023)

## Discografie

### Studio-albums
| Jaar | Titel              | Opmerkingen |
| ---- | ------------------ | ----------- |
| 2021 | Echoes of the Soul |             |
| 2023 | Shades of Sorrow   |             |

### Singles
| Jaar | Titel                   | Album              | Opmerkingen |
| ---- | ----------------------- | ------------------ | ----------- |
| 2021 | From the Ashes          | Echoes of the Soul |             |
| 2021 | Starvation              | Echoes of the Soul |             |
| 2021 | Dark Night of the Soul  | Echoes of the Soul |             |
| 2022 | I Resign                |                    |             |
| 2023 | Lord of Ruins           | Shades of Sorrow   |             |
| 2023 | Trial of Traitors       | Shades of Sorrow   |             |
| 2023 | The Other Side of Anger | Shades of Sorrow   |             |